# Збірна Шрі-Ланки з футболу
Збірна Шрі-Ланки з футболу (синг. ශ්‍රී ලංකා පාපන්දු කණ්ඩායම, там. இலங்கை தேசிய கால்பந்து அணி)  — представляє Шрі-Ланку на міжнародних футбольних змаганнях. Контролюється Футбольною федерацією Шрі-Ланки. Домашні стадіони — «Сугатхадаса стедіум» та «Калутара стедіум». Станом на 3 квітня 2025 посідає 200-e місце у рейтингу футбольних збірних світу. До 1972 року називалась Збірна Цейлону з футболу, коли Цейлон був перейменований на Шрі-Ланку.
Будучи членом ФІФА, вона ніколи не потрапляла на Чемпіонат світу з футболу або Кубку Азії. У 1995 році ланкіці стали чемпіонами Південної Азії. Як і в інших країнах цієї частини світу, футбол у Шрі-Ланці тест-крикету. Проте футбольна збірна Шрі-Ланки вийшла до другого раунду кваліфікації чемпіонату світу 2006. Того ж року команда дійшла до фіналу Кубку виклику АФК.
У 2014 році, до 75-річчя ФФШЛ, президент ФІФА Йозеф Блаттер відвідав Шрі-Ланку і відкрив новий футбольний стадіон у Джафні. Під час візиту Блаттер заявив, що не задоволений розвитком футболу в Шрі-Ланці, і що влада не зробила достатніх кроків для підтримки футболу на острові. До візиту також приєднався президент АФК шейх Салман бен Ібрагім Аль Каліфа.
У кваліфікаційному раунді чемпіонату світу 2018 року Шрі-Ланка програла обидва матчі Бутану і не змогла кваліфікуватися до наступного раунду. Проте, національна футбольна команда Шрі-Ланки вийшла до півфіналу чемпіонату Південної Азії 2015.

## Історія

### Ранній період
Футбол був привезений до Шрі-Ланки британцями, оскільки Цейлон (тогочасна назва країни), входив до складу Британської імперії. Існують свідчення, за якими вже в 1890-х роках у футбол грали британські моряки з Коломбо та його околиць. На території готелю «Галадарі Меридіан» знаходилися бараки, а також перші футбольні поля в країні.
Британські військові підрозділи, такі як Королівські ВПС, Королівський флот, Королівські інженерні війська, Королівська артилерія і Королівське командування гарнізону були піонерами, які сприяли розвитку футболу в цій країні. Британська адміністрація та британська громада поширила цей вид спорт в Центральний, Південний та Зарубіжний. На початку 1900-х років футбол як рзновид спорту набув популярності серед місцевої молоді. Незважаючи на те, що місцеві грали босоніж, вже незабаром почали одягати футбольне екіперування вже як гравці для лави записних або резервісти у багатьох командах білого населення.
Цей різновид спорту ставав все популярнішим, у зв'язку з чим почали формуватися місцеві клуби. Деякі з перших клубів Коломбо: «Сент-Майклс», ФК «Гевлок», «Джава Лейн», СК «Веканде», ФК «Мурс» та CH & FC, в останньому з яких грали виключно європейці з країни-метрополії. Незабаром з'явилися «Гарекінс» та «Саундерс». Основні трофеї того періоду — Щит Де Меля та Кубок періоду Цейлону. Південна провінція — спорт отримав чималий вплив на маси, серед плантаторва та адміністративних працівників, які рекламували гру поблизу провідних шляхів регіону. Британський плантатор з Денияя Т.Р. Броуг з 1910 о 1920 рік зробив найвагоміший внесок у розвиток футболу. Британські військовослжбовці ВМС на станції бездротового зв'язку в Матарі також допоммогали в популяризації спорту.
Шрі-Ланка стала членом ФІФА у 1952 році та отримала право проводити міжнародні матчі національної збірної. Перший такий поєдинок відбувся проти сусідньої Індії. Згодом ланкійська федерація футболу організувала проведення кубку Коломбо, який допоміг поліпшити рівень майстерності місцевих гравців та змагатися зі збірними інших країн. У 1960 році збірна Шрі-Ланки U-19 грала на чемпіонаті АФК U-19.

### Перше міжнародне турне 1957 року
Том Оссен, продукт коледжу Дхармараджи, був тренером футбольної збірної Шрі-Ланки під час її першої поїздки на Далекий Схід у 1958 році. Протягом цього періоду Том Оссен приєднався до Муніципальної ради Канді як спеціаліст по розвитку дитячого футболу, а також грав у СК «Янг Старз» в Лізі Канді.
У 1958 році збірна Шрі-Ланки здійснила турне по Далекому Сходу. Головним тренером тієї команди був Том Оссен. Згодом тренував футбольну команду Пераданійського університету, команди з Футбольної асоціації Канді та став арбітром ФІФА вищої категорії. Проводив матчі як на клубному, так і на міжнародному рівні. Раніше закордонні поїздки були обмежені. В останні роки ланкійці завдяки Маніалу Фернандо часто відправляються по світовим турне. В ході першого ж закордонного турне збірна Шрі-Ланкивилетіла з аеропорту Катунаяке до китайського Рангуну, звідки 25 ланкійських гравців відправилися у 6-тижневий тур. Сприяли цьому туру Посольство Китаю в Шрі-Ланці. На той час футбол став найпопулярнішим видом спорту в країні.
Том Оссен, який виступав за збірну з 1952 року, був одним з найкращих футболістів Шрі-Ланки. Був відомий завдяки вмінню контролювати м'яч, а також командним гравцем. Напередодні турне Том очолив збірну у поєдинку проти клубу з Мадрасу. У цей час футбольні матчі проводилися проти індійських команд, таких як Мадрас, Майсур, Гайдарабад, Делі та ін. Після приходу Маніліла Фернандо ланкійські команди почали грати з усіма країнами, де грають в футболу. Під час турне по Далекому Сході допомагав Ендрю Фернандо, на рік молодший за Маніліла. У 1957 році Ендрю Фернандо разом з іншим вихованцем футболу з Канді, Т.О.М. Марікар Діном, допоміг обіграти М'янму. Обидва в тому поєдинку відзначилися по одному разу, завдяки чому Шрі-Ланка перемогла з рахунком 2:0.

### 1990—наш час
Кубок Південної Азії 1995 року був другим за престижністю турніром на континенті, після Золотого кубку Азії 1995. У турнірі взяли участь 5 країн — Індія, Шрі-Ланка, Бангладеш, Непал та Пакистан. Вперше в історії Шрі-Ланка була господарем цього турніру. Господарі потрапили до групи B, де протистояли Індії. Поєдинок між Шрі-Ланкою та Індією завершився з рахунком 2:2. Мохамед Аманулла забив обидва м'ячі за Шрі-Ланку, при чому другий — реалізувавши пенальті. Ланкійці вийшли до півфіналу, де зустрілися з Непалом. Збірна Шрі-Ланки перемогла в тому матчі (з рахунком 2:1 в екстра таймі) та кваліфікувалася до фіналу. У вирішальному матчі суперниками ланкійців була збірна Індії. «Острів'яни» обіграли іменитішого суперника з рахунком 1:0 та завоювали перший в історії країни чемпіонський титул. Саратх Велладж відзначився голом на 108-й хвилині матчу. Фінальний поєдинок мало не зірвала негода — розпочалася злива, внаслідок чого довелося призупинити матч. У 2006 році вперше під егідою АФК проходив Кубок виклику 2006. Переможець цього турніру отримував право наступного року зіграти на Кубку Азії, який повинен був відбутися в Бангладеші. На Кубку виклику АФК 2006 Шрі-Ланка дійшла до фіналу, де з рахунком 0:4 поступилася Таджикистану. Ланкійська команда не пробилася до Кубку Азії, але отримала нагороду за чесну гру на Кубку виклику 2006.
Після невдалокого виступу на Кубку Південної Азії 2013, який завершився для ланкійців виїзною поразкою (0:10), у футбольному господарстві Шрі-Ланки розпочався період хаосу. У 2014 році новообраний президент ФФШЛ Ранджіт Родріго відмовився від послуг усіх гравці, які раніше залучалися до збірної й сформував склад з абсолютно нових футболістів. Внаслідок чого ланкійців в двоматчевому протистоянні проти Бутану (одна з найслабших команд континенту) в рамках кваліфікації до чемпіонату світу 2018 зазнали розгромної поразки й втратили можливість поборотися за вихід до фінальної частини чемпіонату світу.
У 2015 році Шрі-Ланка вперше зіграла на Кубку Бангабандгу. Цей турнір організовувала Футбольна федерація Бангладешу. У цьому турнірі брали участь збірні U-23 Таїланду, Бахрейну, Малайзії та Сінгапуру. Збірні Бангладешу та Шрі-Ланки також зіграли на турнірі.
Шрі-Ланка на груповому етапі протистояла Малайзії та Бангладешу. У першому поєдинку зіграла проти Малайзії й поступилася цій команді з рахунком 0:2. В наступному поєдинку зіграла проти Бангладешу й поступилася з рахунком 0:1. Ланкійці не зуміли на цьому турнірі відзначитися жодним голом. Після 6-річного періоду невдалих результатів команда зуміла вийти до півфіналу Кубку Південної Азії 2015. Невдало збірна Шрі-Ланки виступила й на Кубок Солідарності 2016. Цього разу ланкійці зазнали поразки від Монголії, найслабшої команди Азії. Через цю поразку Шрі-Ланка припинила виступи на турнірі вже на груповій стадії.
У липні 2018 року вперше в історії збірної в товариському поєдинку зіграла проти європейської команди — збірної Литви.

## Досягнення
- Кубок виклику АФК
  -  Фіналіст (1): 2006
- Чемпіонат Південної Азії
  -  Володар (1): 1995
  -  Фіналіст (1): 1993

## Висвітлення в ЗМІ
Офіційного транслятора у збірної Шрі-Ланки немає, оскільки місцева федерація не продала телевізійні права на показ поєдинків за участі збірної. Проте поєдинки збірної на Кубку Південної Азії транслюються різними каналами. У 1990—2000-х роках ці матчі демонструвалия на безкоштовному каналі Channel Eye. Кубку Південної Азії 2013 транслювався на Carlton Sports Network.
Star Sports транслювали турніри ПАФФ у платного телебачення на супутникових телеканалах. The Papare.com є офіційним онлайн-дистриб'ютором футбольних матчів Шрі-Ланки, вони транслюють футбольну Прем'єр-лігу Шрі-Ланки, фінали Кубка Шрі-Ланки та Прем'єр-лігу Шрі-Ланки U-19 в Інтернеті.

## Форма
Традиційно домашній комплект форми національної команди переважно складається з бордової футболки та темно-бордовиї шортів, але також використовувалися й сині кольори. Ці кольори символізують прапор королівства Канді, яке існувало в XV столітті. Колір футболки на виїзній формі змінювався декілька разів. Збірна Шрі-Ланки використовувала або чорні футболку та шорти, або білі футболку та шорти. проте найчастіше використовувалася саме форма білого кольору. На даний час виробником спортивного екіперування для збірної є фірма Grand Sport.

### Домашня
|  | 2015− · (ПАФФ) та (КС) |

### Виїзна
|  | 2015− · (ПАФФ) та (КС) |

## Домашній стадіон

### «Сугатхадаса стедіум»

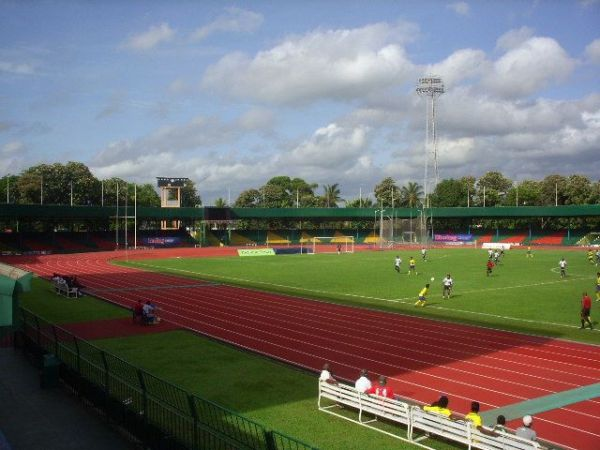
Сугатхадаса стедіум

«Сугатхадаса стедіум» — колишній легкоатлетичний стадіон в Шрі-Ланці. Побудований у 1972 році, вміщує 28 000 глядачів. Використовується переважно для легкоатлетичних та футбольних змагань. З 1995 по 2008 рік на цьому стадіоні проходили матчі Кубку Південної Азії. Домашній стадіон збірної Шрі-Ланки з футболу. Саме на ньому ланкійська збірна виграла свій перший міжнародний трофей. У фіналі кубку Південної Азії 1995 обіграли Індію.
Також усі матчі кваліфікації чемпіонату світу проходять на цьому стадіоні. Стадіон вважається «щасливим» для збірної, оскільки більшість поєдинків, проведених на ньому, ланкійці виграли. Також на ньому збірна Шрі-Ланки зіграла внічию проти Філіппін та Таджикистану. Проте в 2018 році в поєдинку кваліфікації чемпіонату світу Шрі-Ланка поступилася на ньому Бутану. Фінал кубку ФА Шрі-Ланки 2014/15 також відбувся на цьому стадіоні.
На «Сугатхадасі» проводяться поєдинки основних футбольних турнірів, таких як Кубок Президента АФК та Кубок виклику АФК.

### «Калутара стедіум»
«Калутара стедіум» — багатофункціональний стадіон в центрі міста Калутара. Також відомий під назвою «Вернон Фернандо граунд». На даний час використовується переважно для футбольних змагань, домашня арена клубу «Калутара Парк». Вміщує 15 000 глядачів. Серед населення має також назву «Калутара Парк Граунд». Переважно використовується для проведення поєдинків Прем'єр-ліги та Кубку ФА Шрі-Ланки.

## Тренерський штаб
| Посада             | Ім'я                  |
| ------------------ | --------------------- |
| Головний тренер    | Пакір Алі             |
| Технічний директор | Дамадаран Чандрасірі] |
| Технічний директор | Мохамед Фаіз Мохамед  |
| Помічник тренера   | Шрі-Ланка             |
| Помічник тренера   | Шрі-Ланка             |
| Тренер воротарів   | Шрі-Ланка             |
| Менеджер           | Шрі-Ланка             |
| Фізіотерапевт      | Шрі-Ланка             |

## Склад команди
| 25 | ВР | Сужан Перера               | 18 липня 1992 (33 роки)    | 18 | 0 | Клаб Іглс |  |  |
| 1  | ВР | Прабатх Арунасірі          | 19 червня 1993 (32 роки)   | 2  | 0 | Ейр Форс  |  |  |
|    |    |                            |                            |    |   |           |  |  |
| 15 | ЗХ | Субаш Мадушан              | 31 травня 1990 (35 років)  | 12 | 1 | Неві      |  |  |
| 8  | ЗХ | Асікур Рахуман             | 31 грудня 1993 (31 рік)    | 12 | 1 | Армі      |  |  |
| 23 | ЗХ | Мохамед Хакім              | 25 вересня 1992 (32 роки)  | 7  | 0 | Реновн    |  |  |
| 5  | ЗХ | Думіду Хеттіарачічі        | 9 травня 1983 (42 роки)    | 24 | 0 | Саундерс  |  |  |
|    |    |                            |                            |    |   |           |  |  |
| 14 | ПЗ | Мохамед Ріфнас             | 9 січня 1995 (30 років)    | 10 | 2 | Коломбо   |  |  |
| 13 | ПЗ | Чатхуранга Санжіва         | 6 липня 1991 (34 роки)     | 22 | 1 | Неві      |  |  |
| 20 | ПЗ | Шаміра Сажитх              | 29 січня 1993 (32 роки)    | 16 | 0 | Армі      |  |  |
| 19 | ПЗ | Налака Рошан               | 31 березня 1989 (36 років) | 12 | 1 | Неві      |  |  |
| 4  | ПЗ | Шалана Шаміра              | 10 січня 1993 (32 роки)    | 7  | 0 | Неві      |  |  |
| 24 | ПЗ | Себамалайнаягам Гнанарубан | –                          | 7  | 0 | Солід     |  |  |
| 33 | ПЗ | Едісон Фігурадо            | 25 липня 1990 (35 років)   | 7  | 1 | Солід     |  |  |
| 35 | ПЗ | Санка Данушка              | 28 грудня 1984 (40 років)  | 19 | 0 | Армі      |  |  |
|    |    |                            |                            |    |   |           |  |  |
| 11 | НП | Ніпуна Бандара             | 17 червня 1991 (34 роки)   | 20 | 2 | Ейр Форс  |  |  |
| 10 | НП | Кавінду Ішан(К)            | 17 жовтня 1992 (32 роки)   | 18 | 1 | Ейр Форс  |  |  |
| 28 | НП | Данажу де Сілва            | 16 листопада 1993 (31 рік) | 17 | 0 | Армі      |  |  |
| 9  | НП | Таня Іслам Малінга         | 15 лютого 1996 (29 років)  | 13 | 1 | Коломбо   |  |  |

## Результати

### Проти інших збірних
| Країна              | Матчі | Перемоги | Нічиї | Поразки | ЗМ | ПМ | РМ  | Win/Draw % |
| ------------------- | ----- | -------- | ----- | ------- | -- | -- | --- | ---------- |
| Афганістан          | 8     | 1        | 1     | 6       | 6  | 17 | −11 | 25.00      |
| Бахрейн             | 1     | 0        | 0     | 1       | 0  | 1  | −1  | 00.00      |
| Бангладеш           | 16    | 3        | 2     | 11      | 10 | 26 | −16 | 31.25      |
| Бутан               | 7     | 5        | 0     | 2       | 18 | 5  | +13 | 71.43      |
| Бруней              | 2     | 2        | 0     | 0       | 6  | 1  | +5  | 100.00     |
| Камбоджа            | 3     | 1        | 0     | 2       | 2  | 10 | −8  | 33.33      |
| КНР                 | 4     | 0        | 0     | 4       | 2  | 14 | −12 | 00.00      |
| Китайський Тайбей   | 4     | 3        | 1     | 0       | 9  | 4  | +5  | 100.00     |
| Гуам                | 1     | 1        | 0     | 0       | 5  | 1  | +4  | 100.00     |
| Гонконг             | 2     | 0        | 0     | 2       | 1  | 7  | −6  | 00.00      |
| Індія               | 14    | 2        | 3     | 9       | 9  | 26 | −17 | 35.71      |
| Індонезія           | 3     | 0        | 1     | 2       | 2  | 11 | −9  | 33.33      |
| Іран                | 3     | 0        | 0     | 3       | 0  | 22 | −22 | 00.00      |
| Японія              | 3     | 0        | 0     | 3       | 0  | 16 | −16 | 00.00      |
| Киргизстан          | 1     | 0        | 0     | 1       | 1  | 4  | −3  | 00.00      |
| Лаос                | 5     | 2        | 2     | 1       | 9  | 7  | +2  | 80.00      |
| Ліван               | 3     | 1        | 0     | 2       | 4  | 12 | −8  | 33.33      |
| Литва               | 2     | 0        | 1     | 1       | 0  | 2  | −2  | 00.00      |
| Макао               | 1     | 0        | 1     | 0       | 1  | 1  | +0  | 100.00     |
| Малайзія            | 8     | 1        | 0     | 7       | 6  | 26 | −20 | 12.50      |
| Мальдіви            | 15    | 2        | 5     | 8       | 12 | 28 | −16 | 46.67      |
| Монголія            | 2     | 1        | 0     | 1       | 3  | 2  | +1  | 50.00      |
| М'янма              | 4     | 0        | 0     | 4       | 3  | 13 | −10 | 00.00      |
| Північна Корея      | 3     | 0        | 0     | 3       | 0  | 14 | −14 | 00.00      |
| Непал               | 17    | 6        | 8     | 3       | 23 | 16 | +7  | 82.33      |
| Оман                | 3     | 0        | 1     | 2       | 1  | 14 | −13 | 33.33      |
| Пакистан            | 16    | 8        | 4     | 4       | 29 | 15 | +14 | 75.00      |
| Філіппіни           | 4     | 1        | 1     | 2       | 5  | 9  | −4  | 50.00      |
| Катар               | 3     | 0        | 0     | 3       | 0  | 9  | −9  | 00.00      |
| Саудівська Аравія   | 3     | 0        | 0     | 3       | 0  | 9  | −9  | 00.00      |
| Сінгапур            | 6     | 1        | 0     | 5       | 7  | 22 | −15 | 16.67      |
| Південна Корея      | 1     | 0        | 0     | 1       | 0  | 6  | −6  | 00.00      |
| Сейшельські Острови | 2     | 1        | 0     | 1       | 2  | 4  | −2  | 50.00      |
| Судан               | 1     | 0        | 0     | 1       | 0  | 1  | −1  | 00.00      |
| Сирія               | 3     | 0        | 0     | 3       | 0  | 17 | −17 | 00.00      |
| Таджикистан         | 4     | 0        | 1     | 3       | 3  | 11 | −8  | 25.00      |
| Таїланд             | 6     | 0        | 0     | 6       | 3  | 20 | −17 | 00.00      |
| Східний Тимор       | 1     | 1        | 0     | 0       | 3  | 2  | +1  | 100.00     |
| Туркменістан        | 4     | 0        | 1     | 3       | 2  | 8  | −6  | 00.00      |
| ОАЕ                 | 7     | 0        | 0     | 7       | 2  | 30 | −28 | 00.00      |
| Узбекистан          | 1     | 0        | 0     | 1       | 0  | 6  | −6  | 00.00      |
| В'єтнам             | 4     | 0        | 3     | 1       | 6  | 7  | −1  | 00.00      |

- Останнє оновлення 2 січня 2017.[8]

### Тренери
| Ім'я                      | Нац            | Період                       | Матчі | Перемоги | нічиї | Поразки | % Перемог/нічиїх |
| ------------------------- | -------------- | ---------------------------- | ----- | -------- | ----- | ------- | ---------------- |
| Невіл Діас Абейгунаварден | Шрі-Ланка      | 1990                         |       |          |       |         |                  |
| Буркгард Пейп             | Німеччина      | 199?–199?                    |       |          |       |         |                  |
| Жорже Феррейра            | Бразилія       | 1993–95                      |       |          |       |         |                  |
| М. Каратху                | Малайзія       | 1999–2000                    |       |          |       |         |                  |
| Маркуш Феррейра           | Бразилія       | 2000–04                      |       |          |       |         |                  |
| Ян Юн                     | Південна Корея | 2007–08 2010–12              |       |          |       |         |                  |
| Мохамед Аманулла          | Шрі-Ланка      | 2009–10                      |       |          |       |         |                  |
| Клаудіу Роберту           | Бразилія       | 2013–14                      |       |          |       |         |                  |
| Никола Кавазович          | Сербія         | 2014–15                      | 7     | 1        | 1     | 5       | 28.57%           |
| Сампатх Перера            | Шрі-Ланка      | 2004–06 2009 2012–13 2015–16 | 5     | 1        | 0     | 4       | 20.00%           |
| Дадлі Стейнволл           | Шрі-Ланка      | 2016–18                      | 4     | 0        | 1     | 3       | 25.00%           |

## Виступи на турнірах

### Чемпіонат світу
| Чемпыонат свыту | Чемпыонат свыту    | Чемпыонат свыту    | Чемпыонат свыту    | Чемпыонат свыту    | Чемпыонат свыту    | Чемпыонат свыту    | Чемпыонат свыту    | Чемпыонат свыту    |                 | Кваліфікація чемпіонату світу | Кваліфікація чемпіонату світу | Кваліфікація чемпіонату світу | Кваліфікація чемпіонату світу | Кваліфікація чемпіонату світу | Кваліфікація чемпіонату світу |
| Господар/Рік    | Результат          | Місце              | Іг                 | В                  | Н                  | П                  | ЗМ                 | ПМ                 | РМ              | В                             | Н*                            | П                             | ЗМ                            | ПМ                            |                               |
| --------------- | ------------------ | ------------------ | ------------------ | ------------------ | ------------------ | ------------------ | ------------------ | ------------------ | --------------- | ----------------------------- | ----------------------------- | ----------------------------- | ----------------------------- | ----------------------------- | ----------------------------- |
| 1930 до 1950    | Не член ФІФА       | Не член ФІФА       | Не член ФІФА       | Не член ФІФА       | Не член ФІФА       | Не член ФІФА       | Не член ФІФА       | Не член ФІФА       | Не член ФІФА    | Не член ФІФА                  | Не член ФІФА                  | Не член ФІФА                  | Не член ФІФА                  | Не член ФІФА                  |                               |
| 1950 до 1990    | не брала участь    | не брала участь    | не брала участь    | не брала участь    | не брала участь    | не брала участь    | не брала участь    | не брала участь    | не брала участь | не брала участь               | не брала участь               | не брала участь               | не брала участь               | не брала участь               |                               |
| 1994            | Не кваліфікувалася | Не кваліфікувалася | Не кваліфікувалася | Не кваліфікувалася | Не кваліфікувалася | Не кваліфікувалася | Не кваліфікувалася | Не кваліфікувалася | 8               | 0                             | 0                             | 8                             | 0                             | 26                            |                               |
| 1998            | Не кваліфікувалася | Не кваліфікувалася | Не кваліфікувалася | Не кваліфікувалася | Не кваліфікувалася | Не кваліфікувалася | Не кваліфікувалася | Не кваліфікувалася | 3               | 1                             | 1                             | 1                             | 4                             | 4                             |                               |
| 2002            | Не кваліфікувалася | Не кваліфікувалася | Не кваліфікувалася | Не кваліфікувалася | Не кваліфікувалася | Не кваліфікувалася | Не кваліфікувалася | Не кваліфікувалася | 6               | 1                             | 1                             | 4                             | 8                             | 20                            |                               |
| 2006            | Не кваліфікувалася | Не кваліфікувалася | Не кваліфікувалася | Не кваліфікувалася | Не кваліфікувалася | Не кваліфікувалася | Не кваліфікувалася | Не кваліфікувалася | 8               | 1                             | 3                             | 4                             | 7                             | 11                            |                               |
| 2010            | Не кваліфікувалася | Не кваліфікувалася | Не кваліфікувалася | Не кваліфікувалася | Не кваліфікувалася | Не кваліфікувалася | Не кваліфікувалася | Не кваліфікувалася | 2               | 0                             | 0                             | 2                             | 0                             | 6                             |                               |
| 2014            | Не кваліфікувалася | Не кваліфікувалася | Не кваліфікувалася | Не кваліфікувалася | Не кваліфікувалася | Не кваліфікувалася | Не кваліфікувалася | Не кваліфікувалася | 2               | 0                             | 1                             | 1                             | 1                             | 5                             |                               |
| 2018            | Не кваліфікувалася | Не кваліфікувалася | Не кваліфікувалася | Не кваліфікувалася | Не кваліфікувалася | Не кваліфікувалася | Не кваліфікувалася | Не кваліфікувалася | 2               | 0                             | 0                             | 2                             | 1                             | 3                             |                               |
| 2022            | -                  | -                  | -                  | -                  | -                  | -                  | -                  | -                  | -               | -                             | -                             | -                             | -                             | -                             |                               |
| Загалом         | 0/21               | —                  | —                  | —                  | —                  | —                  | —                  | —                  | 31              | 3                             | 6                             | 22                            | 21                            | 75                            |                               |

### Кубок Азії
З 1972 по 1984 рік виступала в Кваліфікації
| Кубок Азії   | Кубок Азії                             | Кубок Азії                             | Кубок Азії                             | Кубок Азії                             | Кубок Азії                             | Кубок Азії                             | Кубок Азії                             | Кубок Азії                             |                                        | Кваліфікація Кубку Азії                | Кваліфікація Кубку Азії                | Кваліфікація Кубку Азії                | Кваліфікація Кубку Азії                | Кваліфікація Кубку Азії                | Кваліфікація Кубку Азії |                   |
| Господар/Ріе | Результат                              | Змагання                               | Місце                                  | В                                      | Н                                      | П                                      | ЗМ                                     | ПМ                                     | РМ                                     | В                                      | Н*                                     | П                                      | ЗМ                                     | ПМ                                     |                         |                   |
| ------------ | -------------------------------------- | -------------------------------------- | -------------------------------------- | -------------------------------------- | -------------------------------------- | -------------------------------------- | -------------------------------------- | -------------------------------------- | -------------------------------------- | -------------------------------------- | -------------------------------------- | -------------------------------------- | -------------------------------------- | -------------------------------------- | ----------------------- | ----------------- |
| 1956 по 1992 | не брала участі або не кваліфікувалася | не брала участі або не кваліфікувалася | не брала участі або не кваліфікувалася | не брала участі або не кваліфікувалася | не брала участі або не кваліфікувалася | не брала участі або не кваліфікувалася | не брала участі або не кваліфікувалася | не брала участі або не кваліфікувалася | не брала участі або не кваліфікувалася | не брала участі або не кваліфікувалася | не брала участі або не кваліфікувалася | не брала участі або не кваліфікувалася | не брала участі або не кваліфікувалася | не брала участі або не кваліфікувалася |                         |                   |
| 1996         | не кваліфікувалася                     | не кваліфікувалася                     | не кваліфікувалася                     | не кваліфікувалася                     | не кваліфікувалася                     | не кваліфікувалася                     | не кваліфікувалася                     | не кваліфікувалася                     | 6                                      | 2                                      | 0                                      | 4                                      | 5                                      | 25                                     |                         |                   |
| 2000         | не кваліфікувалася                     | не кваліфікувалася                     | не кваліфікувалася                     | не кваліфікувалася                     | не кваліфікувалася                     | не кваліфікувалася                     | не кваліфікувалася                     | не кваліфікувалася                     | 4                                      | 0                                      | 0                                      | 4                                      | 2                                      | 18                                     |                         |                   |
| 2004         | не кваліфікувалася                     | не кваліфікувалася                     | не кваліфікувалася                     | не кваліфікувалася                     | не кваліфікувалася                     | не кваліфікувалася                     | не кваліфікувалася                     | не кваліфікувалася                     | 8                                      | 2                                      | 0                                      | 6                                      | 6                                      | 26                                     |                         |                   |
| 2007         | не пройшла                             | не пройшла                             | не пройшла                             | не пройшла                             | не пройшла                             | не пройшла                             | не пройшла                             | не пройшла                             | не пройшла                             | не пройшла                             | не пройшла                             | не пройшла                             | не пройшла                             | не пройшла                             |                         |                   |
| 2011         | не кваліфікувалася                     | не кваліфікувалася                     | не кваліфікувалася                     | не кваліфікувалася                     | не кваліфікувалася                     | не кваліфікувалася                     | не кваліфікувалася                     | не кваліфікувалася                     | Кубок виклику АФК                      | Кубок виклику АФК                      | Кубок виклику АФК                      | Кубок виклику АФК                      | Кубок виклику АФК                      | Кубок виклику АФК                      | Кубок виклику АФК       | Кубок виклику АФК |
| 2015         | не кваліфікувалася                     | не кваліфікувалася                     | не кваліфікувалася                     | не кваліфікувалася                     | не кваліфікувалася                     | не кваліфікувалася                     | не кваліфікувалася                     | не кваліфікувалася                     | Кубок виклику АФК                      | Кубок виклику АФК                      | Кубок виклику АФК                      | Кубок виклику АФК                      | Кубок виклику АФК                      | Кубок виклику АФК                      | Кубок виклику АФК       | Кубок виклику АФК |
| 2019         | не кваліфікувалася                     | не кваліфікувалася                     | не кваліфікувалася                     | не кваліфікувалася                     | не кваліфікувалася                     | не кваліфікувалася                     | не кваліфікувалася                     | не кваліфікувалася                     | 2                                      | 0                                      | 0                                      | 2                                      | 1                                      | 3                                      |                         |                   |
| Загалом      | 0/17                                   | —                                      | —                                      | —                                      | —                                      | —                                      | —                                      | —                                      | 31                                     | 7                                      | 1                                      | 23                                     | 25                                     | 102                                    |                         |                   |

### Кубок Південної Азії
| Рік і господар | Результат     | Міс. | Іг | В | Н | П | ЗМ | ПМ |
| -------------- | ------------- | ---- | -- | - | - | - | -- | -- |
| 1993           | Фіналісти     | 2/4  | 3  | 1 | 1 | 1 | 4  | 2  |
| 1995           | Чемпіони      | 1/6  | 3  | 2 | 1 | 0 | 5  | 3  |
| 1997           | 1/2 фіналу    | 4/6  | 4  | 2 | 0 | 2 | 6  | 3  |
| 1999           | Груповий етап | 5/6  | 2  | 0 | 1 | 1 | 2  | 3  |
| 2003           | Груповий етап | 5/8  | 3  | 1 | 1 | 1 | 3  | 3  |
| 2005           | Груповий етап | 7/8  | 3  | 0 | 0 | 3 | 1  | 5  |
| 2008           | 1/2 фіналу    | 3/7  | 4  | 2 | 1 | 1 | 5  | 3  |
| 2009           | 1/2 фіналу    | 4/8  | 4  | 2 | 0 | 2 | 9  | 7  |
| 2011           | Груповий етап | 6/8  | 3  | 1 | 0 | 2 | 4  | 6  |
| 2013           | Груповий етап | 7/8  | 3  | 1 | 0 | 2 | 6  | 15 |
| 2015           | 1/2 фіналу    | 4/7  | 3  | 1 | 0 | 2 | 1  | 7  |
| 2018           | Груповий етап | 6/7  | 2  | 0 | 1 | 1 | 0  | 2  |
| Загалом        | 11/11         | 0    | 0  | 0 | 0 | 0 | 0  | 0  |

### Кубок виклику АФК
| фін. частина кубку виклику АФК | фін. частина кубку виклику АФК | фін. частина кубку виклику АФК | фін. частина кубку виклику АФК | фін. частина кубку виклику АФК | фін. частина кубку виклику АФК | фін. частина кубку виклику АФК | фін. частина кубку виклику АФК | фін. частина кубку виклику АФК |                        | квал. кубку виклику АФК | квал. кубку виклику АФК | квал. кубку виклику АФК | квал. кубку виклику АФК | квал. кубку виклику АФК | квал. кубку виклику АФК |
| Господар/Рік                   | Результат                      | Місце                          | Іг                             | В                              | Н                              | П                              | ЗМ                             | ПМ                             | РМ                     | В                       | Н*                      | П                       | ЗМ                      | ПМ                      |                         |
| ------------------------------ | ------------------------------ | ------------------------------ | ------------------------------ | ------------------------------ | ------------------------------ | ------------------------------ | ------------------------------ | ------------------------------ | ---------------------- | ----------------------- | ----------------------- | ----------------------- | ----------------------- | ----------------------- | ----------------------- |
| 2006                           | Фіналісти                      | 2/16                           | 6                              | 4                              | 1                              | 2                              | 7                              | 2                              | не грав у кваліфікації | не грав у кваліфікації  | не грав у кваліфікації  | не грав у кваліфікації  | не грав у кваліфікації  | не грав у кваліфікації  |                         |
| 2008                           | Груповий раунд                 | 7/8                            | 3                              | 0                              | 0                              | 3                              | 1                              | 9                              | 3                      | 2                       | 1                       | 0                       | 14                      | 4                       |                         |
| 2010                           | Груповий етап                  | 5/8                            | 3                              | 1                              | 0                              | 2                              | 4                              | 7                              | 3                      | 2                       | 1                       | 0                       | 9                       | 4                       |                         |
| 2012                           | не кваліфікувався              | не кваліфікувався              | не кваліфікувався              | не кваліфікувався              | не кваліфікувався              | не кваліфікувався              | не кваліфікувався              | не кваліфікувався              | 3                      | 0                       | 1                       | 2                       | 0                       | 5                       |                         |
| 2014                           | не кваліфікувався              | не кваліфікувався              | не кваліфікувався              | не кваліфікувався              | не кваліфікувався              | не кваліфікувався              | не кваліфікувався              | не кваліфікувався              | 3                      | 1                       | 0                       | 2                       | 5                       | 5                       |                         |
| Загалом                        | 3/5                            | Фіналісти                      | 12                             | 5                              | 1                              | 7                              | 12                             | 18                             | 12                     | 5                       | 3                       | 4                       | 28                      | 18                      |                         |

- У 2011 і 2015 роках Кубок АФК прирівнювався до кваліфікації Кубка Азії.
- Кубок виклику був скасований АФК

### Кубок Солідарності АФК
| Рік і Господар | Результат     | Міс. | Іг | В | Н | П | ЗМ | ПМ |
| -------------- | ------------- | ---- | -- | - | - | - | -- | -- |
| 2016           | Груповий етап | 6/7  | 3  | 0 | 1 | 2 | 2  | 5  |